# Tennis als Jocs Olímpics d'Estiu de 2024
Les proves de tennis dels Jocs Olímpics d'Estiu de 2024, celebrats a la ciutat de París (França), es van disputar entre el 27 de juliol i el 4 d'agost de 2024 al recinte Stade Roland Garros, sobre terra batuda. Es van disputar cinc esdeveniments tennístics: dos en categoria masculina i dos en categoria femenina (individual i dobles), i una de dobles mixts. Un total de 172 tennistes van participar en les cinc proves de tennis.

## Classificació
Per les competicions individuals hi poden participar automàticament els 56 tennistes amb millor rànquing individual a dia de 10 de juny de 2024 dins els rànquings de l'Associació de Tennistes Professionals (ATP, masculí) i l'Associació de tennis femení (WTA, femení). Tanmateix hi ha diverses limitacions com que només poden participar-hi quatre tennistes per comitè olímpic nacional i també han de tenir un nombre mínim de participacions en la Copa Davis masculina o la Billie Jean King Cup femenina. Les vuit places restants són invitacions, sis determinades pels comitès olímpics continentals (una invitació per cada continent) per països que no tenen representació basada en el rànquing, i dues més escollides pel comitè organitzatiu. En les proves de dobles es classifiquen automàticament els deu millors tennistes del rànquing de dobles publicat el 10 de juny de 2024, i aquests poden escollir qualsevol parella del mateix comitè olímpic i classificada entre els millors 300 tennistes sigui el rànquing individual o de dobles. La resta de parelles es formen tenint en compte el millor rànquing de cada tennista, sigui individual o de dobles amb la restricció que només hi poden haver dos equips per comitè olímpic nacional. Només un equip està reservat per comitè organitzatiu. Per la competició de dobles mixts hi pot participar qualsevol tennista classificat en les altres quatre proves tenint en compte el millor rànquing, individual o de dobles, de cada participant de la parella. S'hi classifiquen les 15 millors parelles segons el rànquing combinat amb un equip màxim per comitè, i la plaça restant està reservada pel comitè organitzatiu.

## Format de competició
Les proves individuals estan formades per un sistema d'eliminació format per quadres de 64 tennistes, de manera que consta de sis rondes de competició en total. En el cas de dobles està format per un quadre de 32 parelles resultant cinc rondes, mentre que en el quadre de dobles mixts és de 16 parells amb quatre rondes de competició. Els tennistes classificats per les semifinals poden optar a guanyar una de les medalles olímpiques per cada prova, els dos guanyadors de les semifinals disputen la final per aconseguir la medalla d'or o la d'argent, i els dos perdedors de les semifinals disputen la final de consolació on el guanyador aconsegueix la medalla de bronze.
Tots els partits són al màxim de tres sets sense excepció. En els esdeveniments individuals s'utilitza el tie break estàndard en tots els sets (mínim de 7 punts), mentre en el tercer set dels esdeveniments de dobles es juga el match tie-break, que consisteix en un set disputat a 10 punts amb una diferència mínima de dos punts.

## Calendari
|                    | Juliol | Juliol | Juliol | Juliol | Juliol | Agost | Agost | Agost | Agost |
| Ds 27              | Dg 28  | Dl 29  | Dma 30 | Dme 31 | Dj 1   | Dv 2  | Ds 3  | Dg 4  |       |
| ------------------ | ------ | ------ | ------ | ------ | ------ | ----- | ----- | ----- | ----- |
| Individual masculí | 1R     | 1R     | 1R     | 2R     | 3R     | QF    | SF    | FC    | F     |
| Individual femení  | 1R     | 1R     | 2R     | 3R     | QF     | SF    | FC    | F     |       |
| Dobles masculins   | 1R     | 1R     | 2R     | QF     | SF     |       | FC    | F     |       |
| Dobles femenins    | 1R     | 1R     | 2R     | 2R     | QF     | SF    |       |       | FC/F  |
| Dobles mixts       |        |        | 1R     | 1R     | QF     | SF    | FC/F  |       |       |

| R1/R2/R3 | Primera, segona, tercera ronda | QF | Quarts de final | SF | Semifinals | FC | Final de consolació | F | Final |

## Resum de medalles

### Esdeveniments
| Prova              | Or                                       | Argent                                                    | Bronze                                           |  |  |  |
| Individual masculí | Novak Đoković                            | Carlos Alcaraz                                            | Lorenzo Musetti                                  |  |  |  |
| Dobles masculins   | AustràliaMatthew Ebden · John Peers      | Estats UnitsAustin Krajicek · Rajeev Ram                  | Estats UnitsTaylor Fritz · Tommy Paul            |  |  |  |
|                    |                                          |                                                           |                                                  |  |  |  |
| Individual femení  | Zheng Qinwen                             | Donna Vekić                                               | Iga Świątek                                      |  |  |  |
| Dobles femenins    | ItàliaSara Errani · Jasmine Paolini      | Atletes Individuals NeutralsMirra Andreeva Diana Shnaider | EspanyaCristina Bucșa · Sara Sorribes Tormo      |  |  |  |
|                    |                                          |                                                           |                                                  |  |  |  |
| Dobles mixts       | TxèquiaKateřina Siniaková · Tomáš Macháč | R.P. de la XinaWang Xinyu · Zhang Zhizhen                 | CanadàGabriela Dabrowski · Félix Auger-Aliassime |  |  |  |

### Medaller
| Posició | Delegació                    | Or | Argent | Bronze | Total |
| 1       | R.P. de la Xina              | 1  | 1      | 0      | 2     |
| 2       | Itàlia                       | 1  | 0      | 1      | 2     |
| 3       | Austràlia                    | 1  | 0      | 0      | 1     |
| 3       | Sèrbia                       | 1  | 0      | 0      | 1     |
| 3       | Txèquia                      | 1  | 0      | 0      | 1     |
| 6       | Espanya                      | 0  | 1      | 1      | 2     |
| 6       | Estats Units                 | 0  | 1      | 1      | 2     |
| 8       | Atletes Individuals Neutrals | 0  | 1      | 0      | 1     |
| 8       | Croàcia                      | 0  | 1      | 0      | 1     |
| 10      | Canadà                       | 0  | 0      | 1      | 1     |
| 10      | Polònia                      | 0  | 0      | 1      | 1     |
| Total   | Total                        | 5  | 5      | 5      | 15    |